# Oton Iveković
Oton Iveković, hrvaški slikar, * 17. april 1869, Klanjec, † 4. julij 1939, Zagreb.
Iveković je predstavnik akademskega realizma. Najpogosteje je slikal žanr, zgodovinske motive, portrete in krajine.
Bil je profesor na Akademiji likovnih umetnosti v Zagrebu.

## Galerija del
- Prihod Hrvatov na Jadran
- Kronanje kralja Tomislava
- Nikola Šubić Zrinski
- Rakoviška poguba (Smrt Eugena Kvaternika)
- Usmrtitev Matija Gubca na trgu pred cerkvijo svetega Marka v Zagrebu
- Smrt kralja Petra Svačića na Gvozdu 1097